# Roberto Caruso
Roberto Caruso (San Nicandro Garganico, Pulla, 23 de maig de 1967) va ser un ciclista italià, que fou professional entre 1991 i 1998. Del seu palmarès destaquen les dues victòries a les Tre Valli Varesine. Quan era amateur va guanyar la medalla de plata al Campionat del Món en ruta.

## Palmarès
- 1990
  - 1r al Giro del Cigno
  - 1r al Trofeu Adolfo Leoni
  - Vencedor d'una etapa al Giro de les Regions
- 1993
  - 1r al Gran Premi de Lugano
  - Vencedor d'una etapa a la Volta al Táchira
- 1995
  - 1r a les Tre Valli Varesine
- 1997
  - 1r a les Tre Valli Varesine

### Resultats al Giro d'Itàlia
- 1993. 98è de la classificació general
- 1996. 66è de la classificació general
- 1997. 76è de la classificació general

### Resultats al Tour de França
- 1998. Abandona (10a etapa)